# Ensival

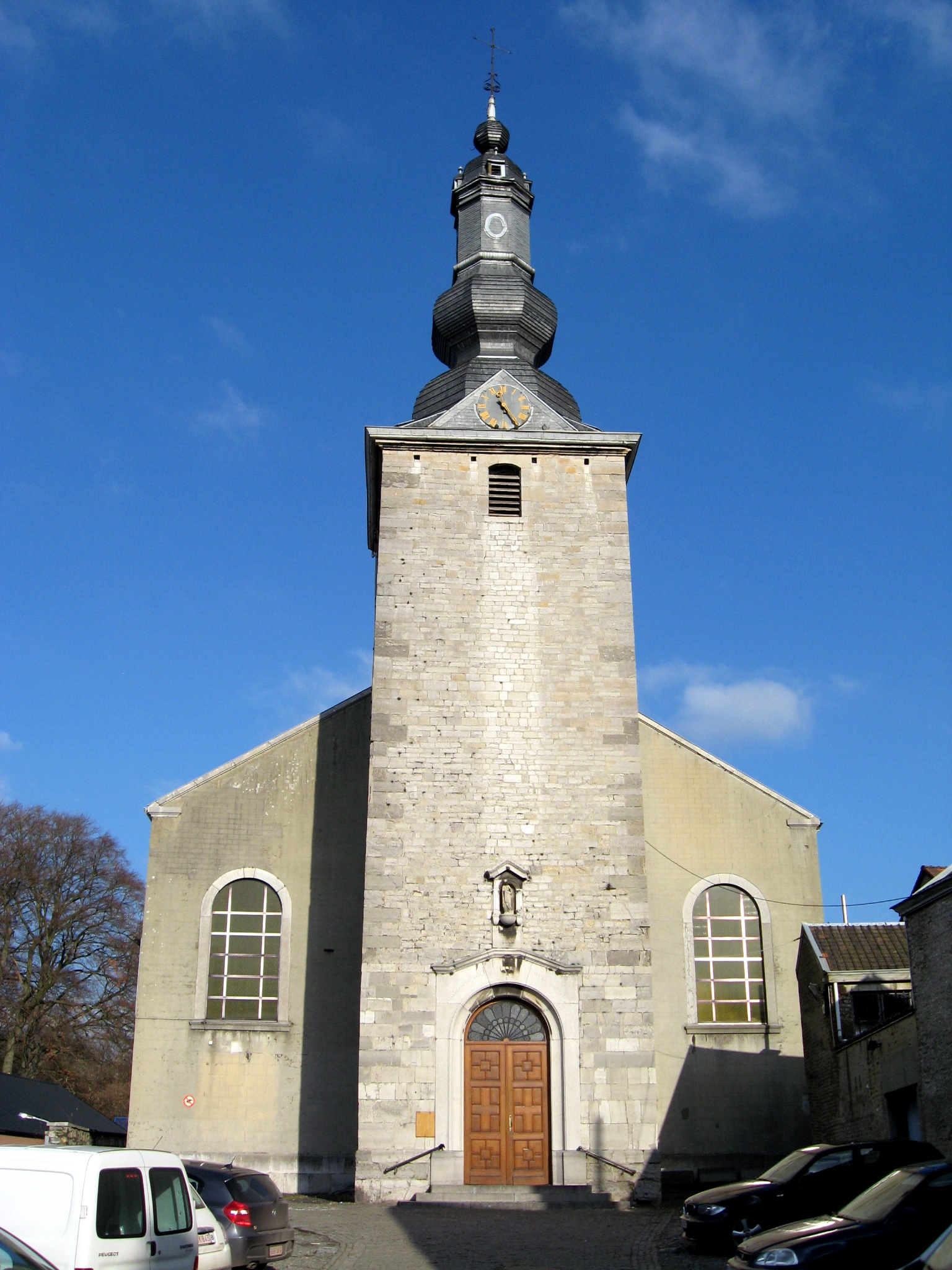
Kirche von Ensival

Ensival ist eine Teilgemeinde der belgischen Stadt Verviers in der Provinz Lüttich in der Wallonie. Ensival war bis zur Gemeindereform von 1977 eine selbständige Gemeinde. Ensival zählte 2013 4762 Einwohner.

## Geschichte
Zum ehemaligen Hochstift Lüttich gehörend, war Ensival von den Gerichtsbanken Verviers und Theux abhängig und wurde 1656 eine eigenständige Gemeinde. Im Tal der Weser gelegen, siedelte sich dort ab dem 17. Jahrhundert, ähnlich wie im benachbarten Verviers, auf Wasser angewiesene Textil- und Papierindustrie an. Die Kirche Notre-Dame de l’Assomption wurde ab 1860 an der Stelle einer kleineren Kirche aus dem frühen 17. Jahrhundert errichtet.

## Persönlichkeiten
- Auguste Dupont (1827–1890), belgischer Pianist und Komponist
- Joseph Dupont (1838–1899), belgischer Dirigent
- Anton Bettendorf (1839–1902), deutscher Chemiker
- Henri Buttgenbach (1874–1964), belgischer Wirtschaftsgeologe und Mineraloge
- Jean Thissen (* 1946), Fußball-Nationalspieler und Trainer